# Jüdischer Friedhof (Horta)
Der Jüdische Friedhof Horta wurde 1852 auf der Azoren-Insel Faial in der größten Stadt Horta errichtet und ist einer von vier jüdischen Friedhöfen auf den Azoren. Von 1864 bis 1943 fanden 17 Bestattungen statt.

## Lage
Der Friedhof befindet sich etwas außerhalb im Norden der Innenstadt von Horta und gehört zur gleichnamigen Cidade. Der Friedhof liegt dort zwischen dem ehemaligen Kloster des Karmeliter-Ordens in Horta und dem städtischen Zentralfriedhof. Der jüdische Friedhof ist über die Rua de Comendador Macedo zugänglich.

## Geschichte
Erste Berichte über jüdische Einwanderer auf den Azoren liegen für das 16. Jahrhundert vor, erste belegte Zeugnisse dagegen erst für die zweite Einwandererwelle Anfang des 19. Jahrhunderts, die aus dem Jahr 1818 stammen. Die Einwanderer waren Sepharden aus Marokko, das genaue Jahr ihrer Ankunft auf Faial ist unklar. Wie auf den anderen Azoreninseln wurde auch auf Faial vor dem Bau der Synagoge 1855 zunächst ein Friedhof angelegt, da für das Gebet kein heiliger Boden – wie bei einer Synagoge – vorgeschrieben sei, wohl aber für die Beisetzung.
Im Jahr 1851 beantragten Salomão Bensabat, Abraão Abisdid und Salomão Sabat das Anlegen eines Friedhofs für die jüdische Gemeinde, was die Verwaltung am 13. Mai 1851 als Privatfriedhof außerhalb der Stadt genehmigte. Das Gelände für den Friedhof, „sechzig Klafter Ackerland an der Stelle des Zauns des erloschenen Convento do Carmo“, erwarben die drei am 19. April 1852. In der Kaufurkunde wurde festgelegt, dass das Drittel des jeweiligen Käufers nach dessen Tod der jüdischen Gemeinde auf Faial zufällt.
Die erste Beerdigung fand 1864 statt, als Abraão Abisdid – einer der Käufer des Grundstücks – dort beigesetzt wurde. Bis Ende der 1880er Jahre fanden insgesamt 15 Beisetzungen statt. Wie bei den anderen jüdischen Gemeinden auf den Azoren ging auch in Horta die Anzahl der Gemeindemitglieder nach einer kurzen Blüte in der zweiten Hälfte des 19. Jahrhunderts kontinuierlich zurück. 1887 verließ der Rabbi der Gemeinde, Mayer Pinto, die Insel. Damit hörte die jüdische Gemeinde auf zu bestehen. Zurück blieb ein einziges Gemeindemitglied, der sich um den Friedhof kümmerte. Nach seinem Tod übernahmen seine Nachfahren die Pflege. 1920 und 1943 folgten jeweils noch zwei einzelne Bestattungen. Mit der Bestattung von Moisés Benarus im Jahr 1943 verstarb das letzte Mitglied der jüdischen Gemeinde von Horta.
Im Jahr 1983 ging der Friedhof in den Besitz der Jüdischen Gemeinde von Lissabon über. Die Pflege blieb weiterhin in den Händen der Nachkommen von Moisés Benarus.

## Beschreibung
Der Friedhof ist fünfeckig – neben der fast quadratischen Grundform, lehnt sich die fünfte Seite an die halbrunde Form der Außenmauer des ehemaligen Karmeliter-Klosters an. Das kleine Gelände hat eine geschätzte Grundfläche von etwa 200 Quadratmetern. Es ist von einer weiß gestrichenen Mauer umgeben, die Höhe beträgt etwa drei Meter.
Hinter der Tür ist liegt blanker Mutterboden, der Bereich um die Gräber ist geschottert. Der Grabbereich weist keine abgegrenzten Parzellen auf. Alle 17 Gräber weisen eine Ost-West-Ausrichtung auf. Die Gräber sind ohne chronologische oder familiäre Struktur angeordnet. Von den meisten Gräbern ragen fast nur die steinernen Grabdeckel aus dem Boden. Angaben zu den Lebensdaten liegen für fast alle der Verstorbenen vor.